# Hans Wachtmeister
Hans Wachtmeister, comte de Johannishus suédois : Hans Wachtmeister af Johannishus (1641–1714) est un admiral general de la Marine royale suédoise et conseiller des rois Charles XI de Suède et Charles XII de Suède. Il sert lors de la guerre de Scanie de 1675–1679 et pendant la paix qui suivit les vingt années suivantes, il participe à la mise sur pied et au renforcement de la Marine suédoise. Lorsque la Grande guerre du Nord éclate en 1700, il peut ainsi prendre la mer avec sa flotte dans de bonnes conditions.
Il est gouverneur de Kalmar Län entre 1680 et 1683. Lorsque la nouvelle base de la flotte suédoise est établie à Karlskrona en 1681, il devient gouverneur du pays nouvellement créé, Kalmar et Blekinge Län. Pendant qu'il est gouverneur, Hans Wachtmeister reste amiral général de toute la Marine suédoise. En 1681–1683, il obtient le statut de ståthållare ou Stathouder.
Il est élevé à la dignité de comte en 1687 sous le nom de Wachtmeister af Johannishus et introduit dans la Maison suédoise de la Noblesse en 1689 au 25e rang parmi les familles possédant le titre de comte [Grevliga ätter] dans la Liste des familles de la noblesse suédoise.

## Source
- (sv) Sven Grauers, Ätten Wachtmeister genom Tiderna, 1942.